# Noailhac (Corrèze)
Noailhac é uma comuna francesa na região administrativa da Nova Aquitânia, no departamento de Corrèze. Estende-se por uma área de 13,51 km². Em 2010 a comuna tinha 387 habitantes (densidade: 28,6 hab./km²).